# Dizengoffplein

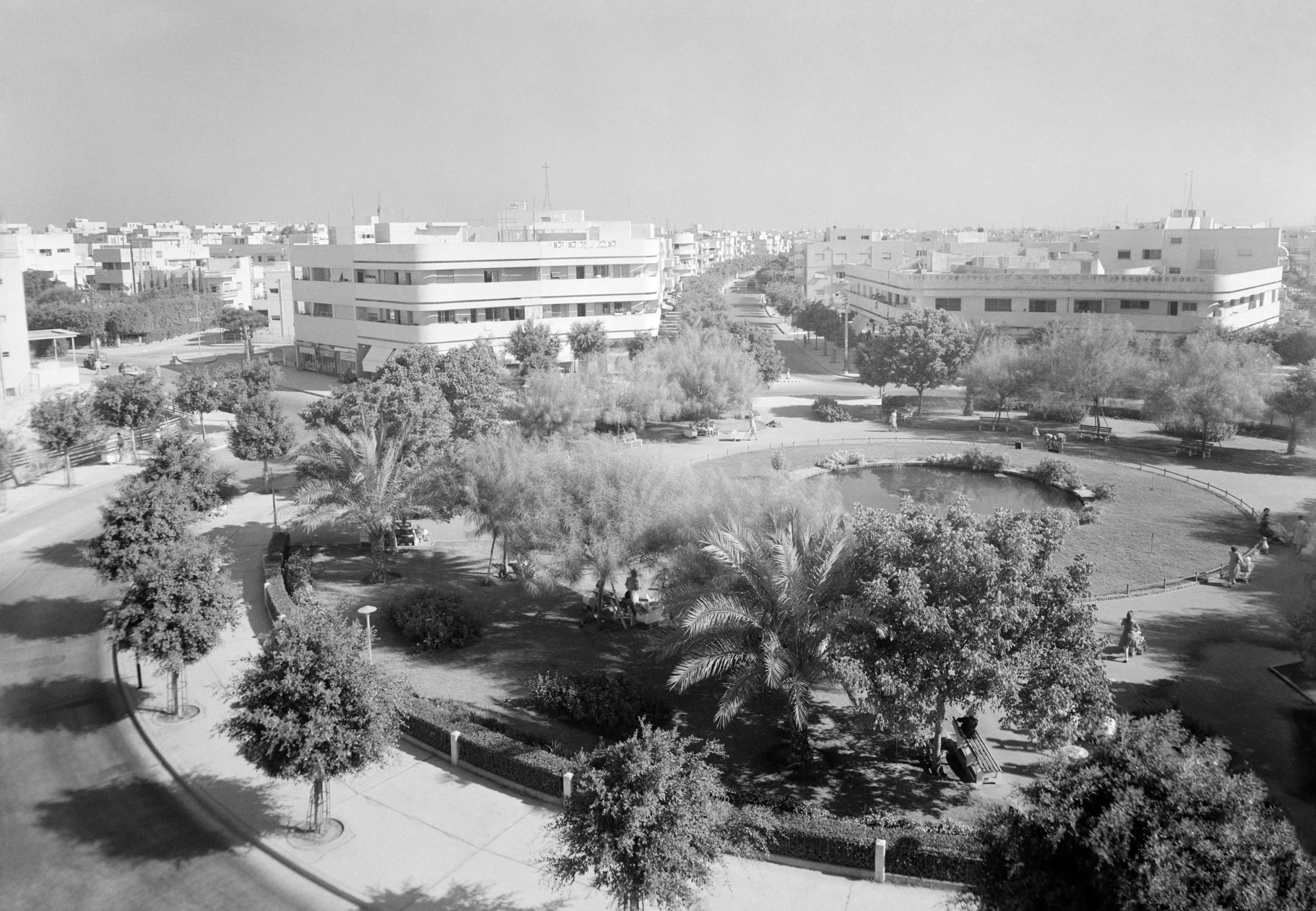
Dizengoffplein in de jaren '40.

Dizengoffplein (Hebreeuws: כִּכָּר צִינָה דִיזֶנְגוֹף, Kikar Tzina Dizengof; Engels: Dizengoff Square) is een iconisch openbaar plein in het centrum van Tel Aviv. Het is een van de belangrijkste pleinen van de stad, gebouwd in 1934 en ingehuldigd in 1938.

## Naam
Het plein is vernoemd naar Tzina (of Zina), de vrouw van de eerste burgemeester van Tel Aviv, Meir Dizengoff. Het oorspronkelijke ontwerp uit de jaren '30 werd 'de Étoile van Tel Aviv' genoemd vanwege de vorm van het plein: een rotonde die met zes straten in verbinding zou komen te staan.

## Geschiedenis
Het plein was onderdeel van het Geddes-plan, een masterplan voor de stad Tel Aviv, opgesteld door de Schotse bouwkundige Patrick Geddes. Het plein werd ontworpen door de architecte Genia Averbuch, die in 1934 de ontwerpwedstrijd van het plein won. Elk gebouw op het plein werd gebouwd volgens haar plan, maar wel door verschillende architecten ontwerpen.
Het plein werd ingehuldigd op 26 januari 1938. De rotonde had een diameter van ongeveer 66 meter en in het midden was een sierzwembad en een fontein, omgeven door stroken gras, paden, bloembedden en bomen aan de rand. Rondom het plein werden bioscopen, pensions, winkels en cafés gebouwd.
In maart 1959 werd op het plein het warenhuis HaMashbir geopend.

## Herontwerp
In de jaren '60 en '70 begon het plein verouderd te raken, het onderhoudsniveau verslechterde en tegelijkertijd verergerden de verkeersproblemen in de omgeving van het plein. Hierdoor was het gemeentebestuur genoodzaakt te zoeken naar een passende oplossing.
Het nieuwe ontwerp kwam van architect Tzvi Lisher. Naast dat het plein een verbouwing onderging, werd het ook verhoogd. Door de verhoging zou Dizengoffstraat voortaan onder het plein door lopen en het probleem van overstekende voetgangers meteen opgelost zijn. De werkzaamheden begonnen in juli 1976 en het plein werd op 25 juli 1978 opnieuw ingehuldigd.
Hoewel het vernieuwde plein de oppervlakte voor winkelend publiek bijna verdubbelde, ging de verhoging gepaard met veel kritiek. Voor sommigen was het ontwerp een doorn in het oog, anderen beweerden dat de koopkracht drastisch was afgenomen.

## Herstel van het plein
Tot 2013 leed het Dizengoffplein onder grote verwaarlozing. Om die reden besloot de gemeenteraad in 2016 om het plein terug te brengen naar zijn oorspronkelijke ontwerp en daarmee terug te brengen naar straatniveau. In juni 2018 waren alle wegwerkzaamheden rondom het plein voltooid. In september 2018 werden alle wegen rondom het plein opengesteld en de fietspaden aangelegd. Toen de 'Water en Vuur'-fontein van de beeldhouwer Yaacov Agam in november 2018 terugkeerde, was het plein officieel voltooid.

## Galerij

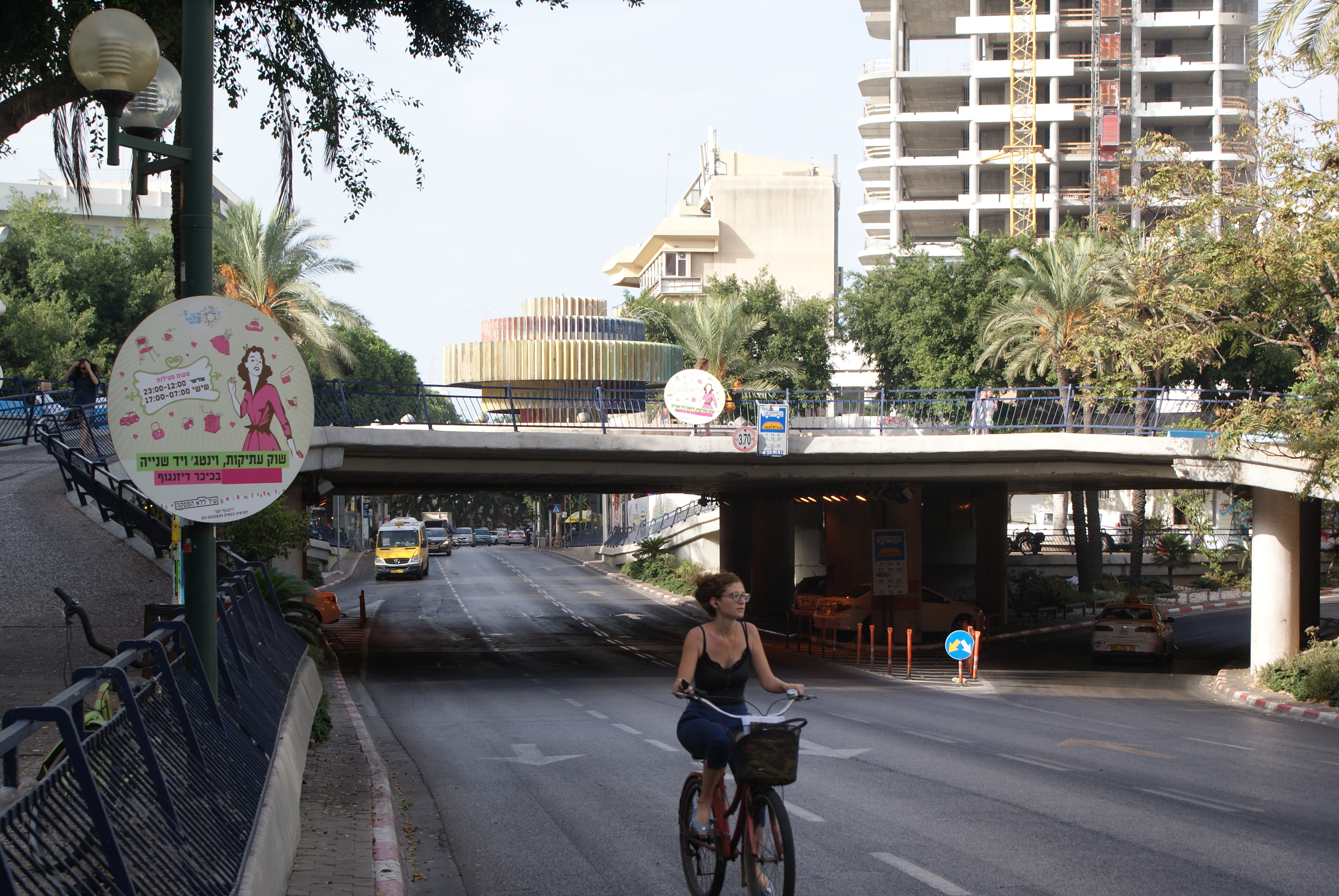
Dizengoffplein in 2010, vóór het herstel.
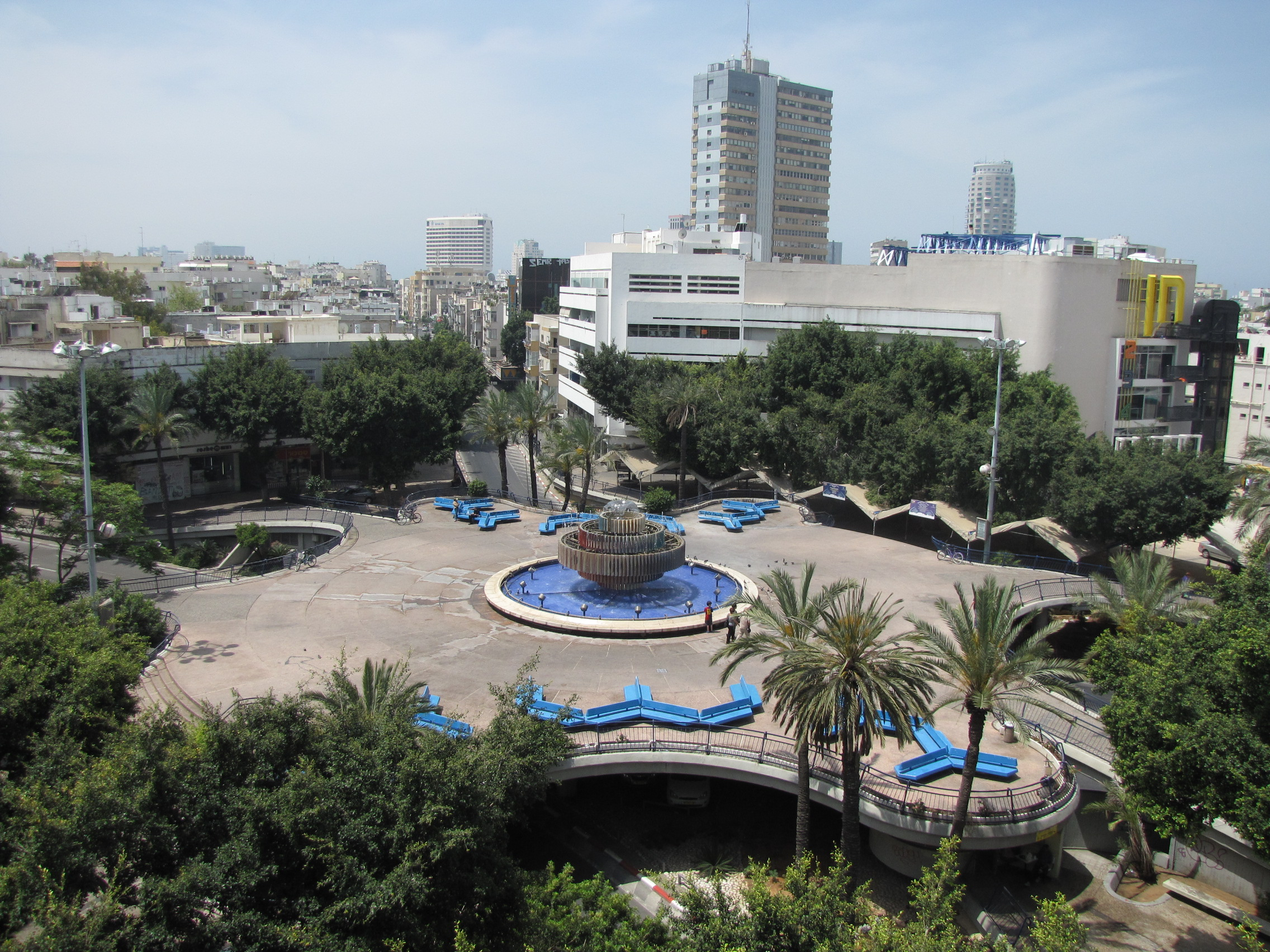
Dizengoffplein in 2010, vóór het herstel.
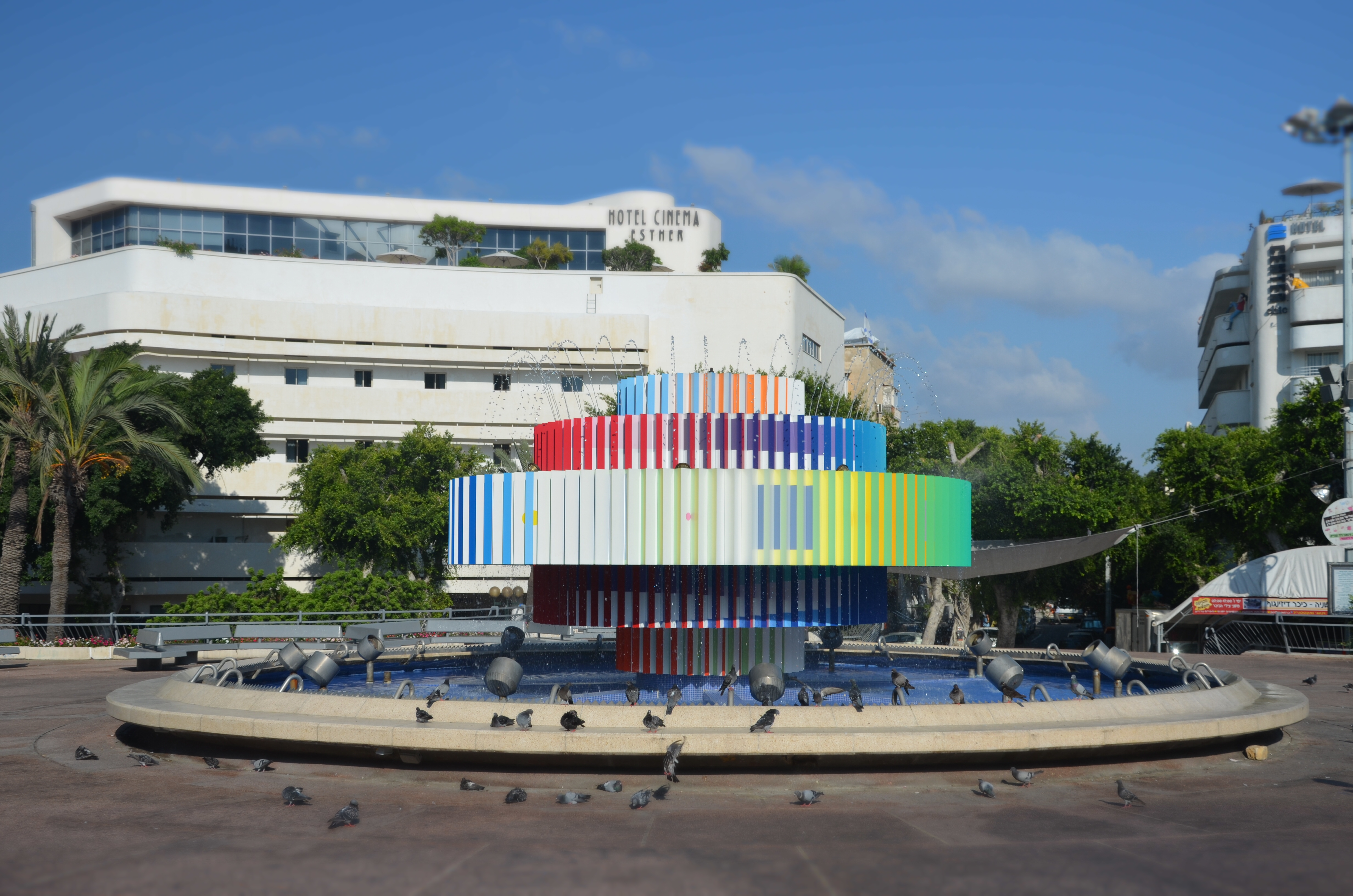
De 'Water en Vuur'-fontein van de beeldhouwer Yaacov Agam, 2012.
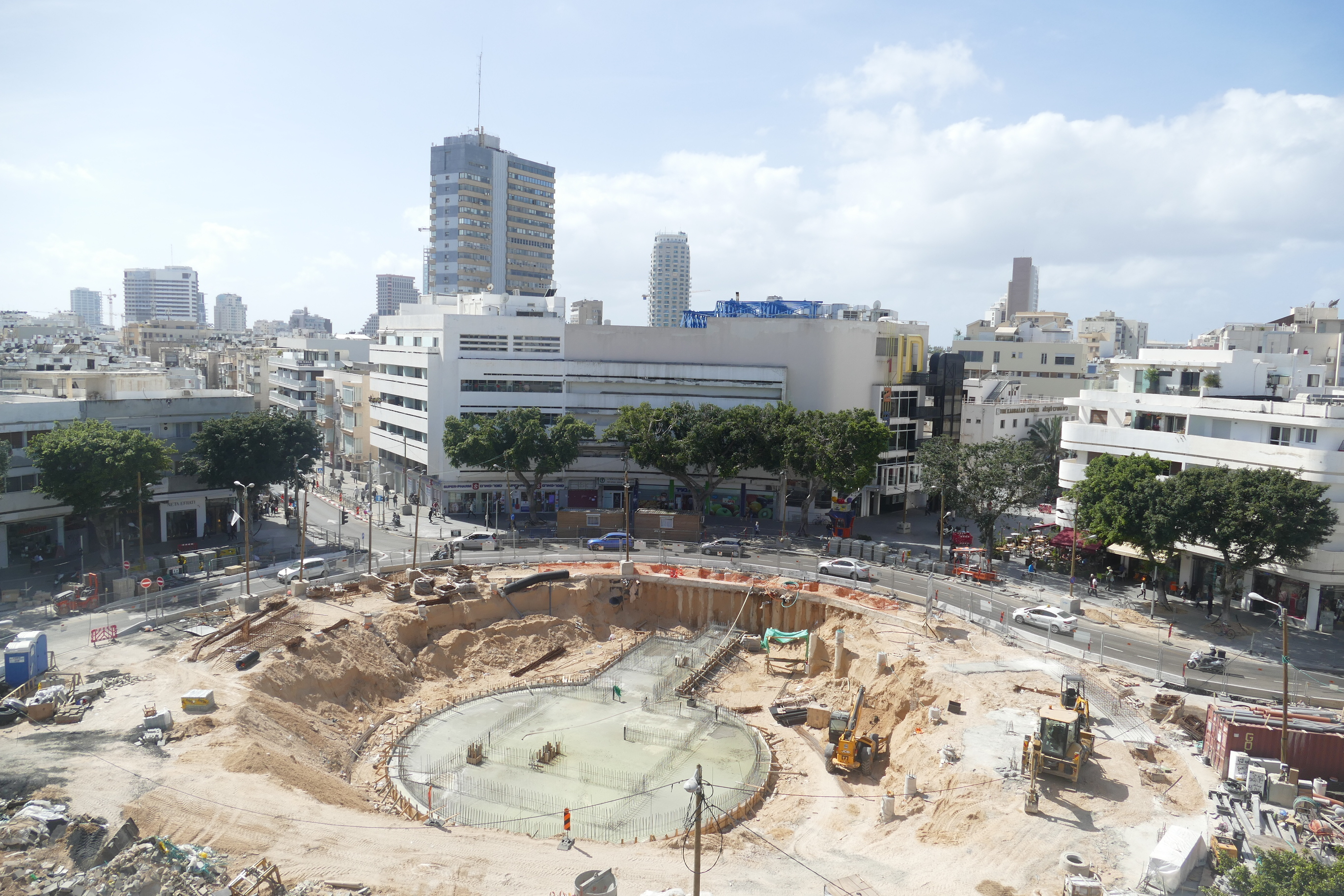
Verbouwing van Dizengoffplein in 2018.